# Night Visions (album)
Pour les articles homonymes, voir Night Visions.
Albums de Imagine Dragons
Smoke + Mirrors
(2015)
Singles
1. It's Time
Sortie : 18 août 2012
2. Radioactive
Sortie : 29 octobre 2012
3. Hear Me
Sortie : 24 novembre 2012
4. Demons
Sortie : 28 janvier 2013
5. On Top of the World
Sortie : 19 mars 2013

Night Visions est le premier album studio du groupe de rock alternatif américain Imagine Dragons, sorti le 5 septembre 2012.

## Liste des pistes

### Édition standard (2012)
| 1.    | Radioactive (provient de l'EP Continued Silence)                                     | Imagine Dragons, Alexander Grant, Josh Mosser | Grant                           | 3:06 |
| 2.    | Tiptoe                                                                               |                                               |                                 | 3:14 |
| 3.    | It's Time (from It's Time EP)                                                        |                                               | Imagine Dragons, Brandon Darner | 4:00 |
| 4.    | Demons (provient de l'EP Continued Silence)                                          | Imagine Dragons, Grant, Mosser                | Grant                           | 2:57 |
| 5.    | On Top of the World (provient de l'EP Continued Silence)                             | Imagine Dragons, Grant                        | Imagine Dragons, Grant          | 3:12 |
| 6.    | Amsterdam (provient de l'EP It's Time)                                               |                                               | Imagine Dragons, Grant, Darner  | 4:01 |
| 7.    | Hear Me (provient de l'EP Hell and Silence)                                          |                                               |                                 | 3:55 |
| 8.    | Every Night                                                                          |                                               |                                 | 3:37 |
| 9.    | Bleeding Out                                                                         | Imagine Dragons, Grant, Mosser, Devon Roars   | Grant                           | 3:43 |
| 10.   | Underdog                                                                             |                                               |                                 | 3:29 |
| 11.   | Nothing Left to Say (la chanson finit à 6:33, la piste cachée Rocks commence à 6:48) |                                               |                                 | 8:59 |
| 44:13 |                                                                                      |                                               |                                 |      |

## Réception

### Réception critique
Night Visions a été plutôt bien accueilli par les critiques musicales.

### Réception commerciale
À sa sortie aux États-Unis, l'album entre directement en seconde position du Billboard 200, s'écoulant à plus de 83 000 unités en une semaine. Il a également atteint la première position du Billboard Alternative Album Chart et du Billboard Rock Albums Chart, ainsi que la dixième position au Canada.

## Certifications
| Pays              | Certification | Unités    |
| ----------------- | ------------- | --------- |
| États-Unis (RIAA) | 8 × Platine   | 8 000 000 |
| France (SNEP)     | Platine       | 100 000   |